# الولاء (فلم)
الولاء (بالإنجليزية: Devotion) هو فيلم دراما حربي سيرة ذاتية أمريكي من إخراج جي دي ديلارد وبطولة جوناثان ميجورز، غلين باول، جو جوناس وتوماس سادوسكي، صدر في الولايات المتحدة في 23 نوفمبر 2022.

## روابط خارجية
- مقالات تستعمل روابط فنية بلا صلة مع ويكي بيانات